# インド系移民と在外インド人

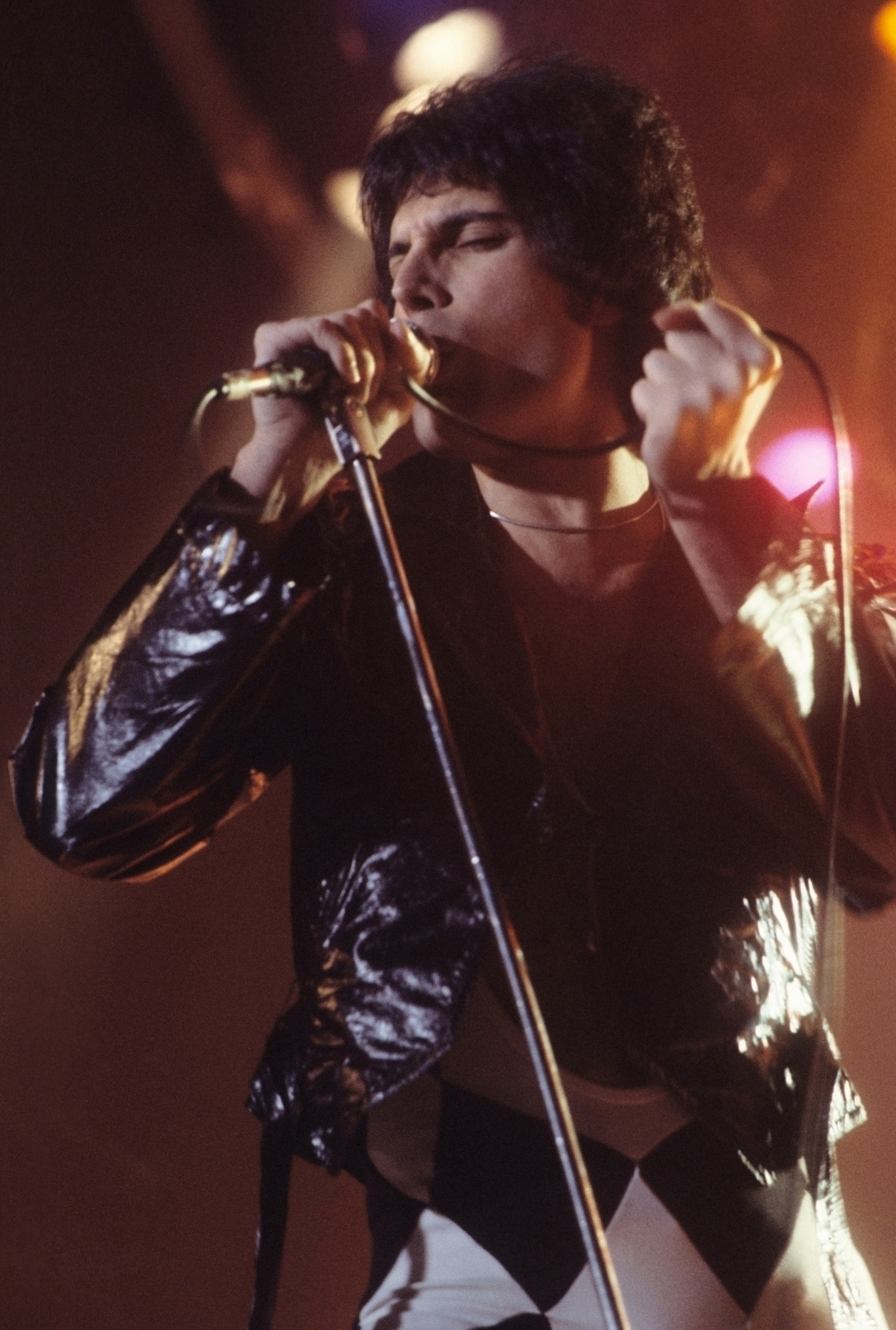
英国の音楽家フレディ・マーキュリーは両親がパールシー（ペルシャ系インド人）である。

インド系移民（インドけいいみん、People/Persons of Indian Origin, PIO）と在外インド人（ざいがいインドじん）または非居住インド人（ひきょじゅうインドじん、Non-Resident Indians, NRI）は、インド国外に居住するインド系の人々。在外インド人（NRI）はインド国籍を保持・取得している国外居住者を意味し、インド系移民（PIO）は非インド国籍になった者とその子孫を意味する。日本語ではこの両方を含む意味合いで「印僑」（いんきょう）という術語が用いられることも多い。
インドは世界最大の移民送り出し国であり、国際連合の2020年時点統計では約1787万人と第2位のメキシコ（約1119万人）を上回る。インド外務省によると、移民2世・3世を含むインド系住民（ディアスポラ）は世界に3210万人いる。企業経営者や商人、技術者、労働者などとして活動しており、各地でインド系コミュニティを形成している。数が多いのはアメリカ合衆国（446万人）、アラブ首長国連邦（342万人）、マレーシア（298万人）、サウジアラビア（259万人）、ミャンマー（200万人）、イギリス（176万人）である。インドの総人口は2023年中に中華人民共和国（中国）を抜いて世界最大になった。2020年代においても年100万人規模でインド人が海外へ移住している。

## 概要
明確な定義はないが、一般的には19世紀以降のインドからの移民を対象としている。なお、イギリス領インド帝国から分離独立したパキスタンやバングラデシュ（ともにイスラム教スンナ派教徒が多い）、同じくかつてイギリス（英国）領だったスリランカ（上座部仏教徒が多い）等からの移民もインド系民族として含まれることが多い。インド系移民は大多数がイギリス支配の影響で、世界中の英国植民地であった英語圏に移住している。

## 歴史
1830年代から、プランテーションでのサトウキビ栽培を目的とした出稼ぎ労働者として、単数年契約でモーリシャスやフィジーなどへ移住した。ただし、当時のインドはイギリスの植民地であり、その扱いは奴隷並みで、契約期間が切れても帰国できない者が多かった。その他、19世紀半ばにインド洋の覇権をイギリスと争ったザンジバル・スルターン国でインド出身のジェイラム・シヴジが巨大な財力を握り、国政を左右する影響力を保持したため、ザンジバルへのインド人の移住も進んだ。しかし、1870年代以後、肉体労働を目的としたものだけではなく、技術者、商人、その他専門職として南アフリカ連邦（現在の南アフリカ共和国）やマレーシア（当時はイギリス領マラヤ）などで成功した印僑が現れ始める。インド独立の父マハトマ・ガンディーも、インド民族主義運動に参画する以前は、南アフリカで活動していた弁護士であった。他にもイギリス植民地であった西インド諸島のトリニダード・トバゴや南米大陸のガイアナ、東アフリカのタンガニーカやケニア、ウガンダなどにインド系移民が渡った。
1947年にインドが独立を果たした後は、肉体労働を目的に中東諸国へ渡る者達と、高い数学や英語などの学力を生かした知的労働を目的として欧米に渡る者達の2タイプに分かれるようになる。1980年代以降の現代ではIT産業を中心に、数多くの印僑が各国で活躍している。在日インド人も明治以来の歴史を持つが、コンピューター2000年問題に対応する技術者として招かれた1990年代以降に急増し、東京都江戸川区にインド人コミュニティが形成された。
印僑の生活や歴史は決して平坦なものではなかった。同じイギリス勢力圏内でもカナダへの移民上陸が拒否された駒形丸事件が1914年に起きた。スバス・チャンドラ・ボースのように、インドから亡命してインド独立運動に携わった者もいた。
1964年に勃発したザンジバル革命により、ザンジバルで商業や金融業を営んでいたインド系住民が多数亡命した。1970年代のウガンダでは、バントゥー系黒人をインド系住民より重視したイディ・アミン大統領がインド系住民を追放した（「アジア人追放事件 (ウガンダ)」）。先進国においても在豪インド人連続襲撃事件（2009年）のように人種差別やヘイトクライムの対象にされた例もある。
一方で、インド系住民や在外インド人は英国やアメリカ合衆国（米国）など各国で多数が暮らしているだけでなく、政財界や学界、文化・芸術で活躍する人材を多数輩出している。インド系のリシ・スナクは2022年、インドのかつての宗主国であったイギリスの首相に就任した。

### インド政府の対印僑政策
インドの首相ナレンドラ・モディは、世界各国への訪問で、インド系住民に対して演説し、「今も偉大なインドの一部だ」などと呼びかけることが多い。これはインド本国への投資誘致など経済的理由とともに、各国の政治・外交への影響力を行使する狙いがあると指摘されている。ヒンドゥー至上主義のインド人民党を基盤とするモディ政権下へのインドでは、報道の自由やイスラム教徒への抑圧が強まっているが、これらへの米国の批判は、在外インド人の憤激を招くだろうと、シンガポールの新聞『ザ・ストレーツ・タイムズ』は論じている。
モディ首相が訪米した2019年9月22日には、テキサス州ヒューストン市NRGスタジアムにてインド系アメリカ人による5万人規模の集会が開催され、迎えたドナルド・トランプ米大統領も出席し、盛り上がりを見せた。2023年6月の再訪米では首都ワシントンD.C.でインド系アメリカ人に講演し、同年5月のオーストラリア訪問ではインド系オーストラリア人との集会に2万人が参加した。

## 各国の人数
| 国             | 人口（データ統計年月・提供元）                |
| -------------- | --------------------------------------------- |
| アメリカ合衆国 | 412万1944人（2011－15年、アメリカ国勢調査局） |
| イギリス       | 188万8641人（2021年国勢調査）                 |
| 日本国         | 4万6262人（2023年、日本国外務省）             |

## 著名な人

### 政財界・法曹界
- ボビー・ジンダル（米国ルイジアナ州第55代知事）米国出身・在住
- ニッキー・ヘイリー（米国サウスカロライナ州知事、国連大使）米国出身・在住
- アマー・G・ボーズ（BOSE創業者）米国出身・在住
- ラクシュミー・ミッタル（資産家）インド出身、英国在住
- ヴィクラム・パンディット（シティグループCEO）
- A.M.ナイル（インド独立運動家、実業家）
- S・R・ナザン（シンガポール大統領）イギリス領マラヤのシンガポール出身
- ナヴィン・ラングーラム（モーリシャス首相）イギリス領モーリシャス出身（英語版記事Navin Ramgoolamより）、在住
- シウサガル・ラングーラム（モーリシャス初代首相、ナヴィン・ラングーラムの父）イギリス領モーリシャス出身（英語版記事Seewoosagur Ramgoolamより）
- アヌルード・ジュグノート（モーリシャス大統領、首相）イギリス領モーリシャス出身 プラビンド・ジュグノートの父
- プラビンド・ジュグノート（モーリシャス首相）イギリス領モーリシャス出身 アヌルード・ジュグノートの子
- アミーナ・グリブ＝ファキム（モーリシャス大統領）イギリス領モーリシャス出身
- チェディ・ジェーガン（ガイアナ大統領) 英領ガイアナ出身
- バラット・ジャグデオ（ガイアナ大統領）英領ガイアナ出身
- ロー・カンナ（米国下院議員）米国出身
- デヴァン・ナイール（シンガポール大統領）英領インド出身、カナダにて没
- リシ・スナック（英国首相・財務相）英国出身、サジド・ジャヴィドの後任者
- サジド・ジャヴィド（英国財務相）英国出身、リシ・スナックの前任者
- サディク・カーン（英国ロンドン市長）英国出身
- カムラ・パサード＝ビセッサー（トリニダード・トバゴ首相）英領トリニダード・トバゴ出身
- サンダー・ピチャイ（Alphabet兼GoogleCEO）インド出身
- ナヒード・ネンシ（カルガリー市長）カナダ出身・在住
- チョール・シン（シンガポール最高裁判所裁判官）英領インド出身
- チャン・サントクヒ（スリナム大統領) オランダ領ギアナ出身
- イルファーン・アリ（ガイアナ大統領) ガイアナ出身
- ラム・シュリラム（ビジネスマン）インド出身、米国在住
- シャンタヌ・ナラヤン（アドビCEO）インド出身、米国在住
- サティア・ナデラ（マイクロソフトCEO）インド出身
- ビノッド・コースラ（投資家、サン・マイクロシステムズ共同設立者）インド出身
- アンシュー・ジェイン（実業家）
- ニケシュ・アローラ（実業家、元ソフトバンクグループ代表取締役副社長兼ヤフー取締役会長）インド出身
- パラグ・アグラワル（Twitter元CEO）
- ニール・モーハン（YoutubeCEO）
- キース・ヴァズ（政治家）アデン植民地出身、イギリス在住
- ヴィヴェック・ラマスワミ（実業家、ロイバントサイエンシズ創業者、2024年アメリカ大統領選挙立候補者）
- アナンド・サティアナンド（弁護士、裁判官、ニュージーランド総督）ニュージーランド出身

### 俳優・芸能界
- パーミンダ・ナーグラ（映画女優）英国在住
- グリンダ・チャーダ（映画監督）ケニア出身、英国在住
- チャダ（実業家、演歌歌手）インド出身、日本在住
- サニー・フランシス（ラジオパーソナリティ、コメンテーター）インド出身、日本在住
- コニー・ハク（タレント）英国出身英国在住
- バリー・サグー（音楽プロデューサー, DJ）インド出身、英国在住
- パンジャービー・MC（音楽プロデューサー, DJ, ラッパー）英国出身・在住
- タルビン・シン（音楽プロデューサー, DJ, タブラ奏者）英国出身・在住
- リシ・リッチ（音楽プロデューサー, DJ）英国出身・在住
- ジェイ・ショーン（歌手）英国出身・在住
- ジュギーD（歌手）英国出身・在住
- ベロニカ・メヘタ（歌手）英国出身・在住
- ミス・スキャンダラス（ラッパー）英国出身・在住
- アパッチ・インディアン（歌手）英国出身・在住
- サニー・レオーネ（ポルノ女優）カナダ出身・在住
- プリヤ・ラーイ（ポルノ女優）インド出身・米国在住
- ジャクリーン・ビクター（歌手）マレーシア出身
- ディープ・ロイ（俳優・スタントマン）ケニア出身・米国在住
- M.I.A.（ミュージシャン,美術家,デザイナー）英国出身
- M・ナイト・シャマラン（映画監督）インド出身：米国在住
- シーラ・チャンドラ（歌手）英国出身
- ミーラー・ナーイル（映画監督、脚本家、プロデューサー）インド出身・米国在住(en:Mira Nairより)
- デーヴ・パテール（俳優）英国出身・米国在住
- フレディ・マーキュリー（ミュージシャン）ザンジバル出身
- リズワン・マンジ（俳優）カナダ出身
- サキナ・ジャフリー（女優）米国出身 サイード・ジャフリーの娘
- サイード・ジャフリー（俳優）英領インド出身、英国で没（～2015年）サキナ・ジャフリーの父
- ヒメーシュ・パテル（俳優）英国出身
- ナヴィーン・アンドリュース（俳優）英国出身
- クナル・ネイヤー（俳優）英国生まれインド育ち
- ナズニーン・コントラクター（女優）インド生まれカナダ在住
- ディーパ・メータ（映画監督・脚本家）インド出身カナダ在住
- リリー・シン（ユーチューバー）カナダ出身
- ナヴ（ラッパー）カナダ出身
- ヴィク・サヘイ（俳優）カナダ出身
- ズービン・メータ（指揮者）英領インド出身、米国在住
- アーシフ・マンドヴィ（俳優・コメディアン）インド生まれ英国育ち
- アジズ・アンサリ（俳優・コメディアン）米国出身
- ティヤ・シルカー（女優）米国出身
- ディリープ・ラオ（俳優）米国出身
- センディル・ラママーシー（俳優）米国出身
- カル・ペン（俳優）米国出身
- アジェイ・ナイデュ（俳優）米国出身
- ミンディ・カリング（女優・コメディエンヌ）米国出身
- サブー（俳優）英領インド出身、米国で没（～1963年）
- カラン・ブラル（俳優）米国出身
- エリック・アヴァリ（俳優）インド出身
- カラン・ソーニ（俳優）インド出身
- ターセム・シン（映画監督）インド出身
- ワリス・フセイン（ディレクター）英領インド生まれ英国育ち
- イスマイル・マーチャント（映画プロデューサー）英領インド出身、英国で没（～2005年）
- アーチー・パンジャビ（女優）英国出身
- マンディップ・ギル（女優）英国出身
- ジェイ・ポール（ミュージシャン）英国出身

### スポーツ界
- タイガー・ジェット・シン（プロレスラー）出身国不明・カナダ在住
- タイガー・アリ・シン（プロレスラー）カナダ出身、タイガー・ジェット・シンの息子
- ザ・グレート・カリ（プロレスラー）インド出身・米国在住
- モンスターJ（プロレスラー）インド系アメリカ人
- アルジャン・ブラー - カナダのレスリング選手、総合格闘家。ロンドンオリンピック代表。
- ブラックマンバ (格闘家) カナダ出身・在住
- ビジェイ・シン（プロゴルファー）フィジー出身フィジー在住
- ヴィカシュ・ドラソー（元フランスA代表サッカー選手）フランス出身・在住
- ディネシュ・パテル（MLB野球選手）インド出身・米国在住
- リンク・シン（MLB野球選手）インド出身・米国在住
- アミール・カーン (プロボクサー）英国出身
- ユブラジ・デッシィ（プロレスラー）カナダ出身
- ムスタファ・アリ（プロレスラー）米国出身　父親はパキスタン人、母親はインド人
- ラジーブ・ラム（テニス選手）米国出身・在住
- サンジェイ・ダット（プロレスラー）米国出身
- モハン・ドラゴン（キックボクサー）ネパール出身、日本在住
- ハルメート・シン（サッカー選手）ノルウェー出身

### その他
- カルパナ・チャウラ（スペースシャトル乗組員、コロンビア号空中分解事故で2003年殉職）インド出身・米国在住
- V・S・ナイポール(作家)　英領西インド諸島トリニダード島(現トリニダード・トバゴ）出身・英国在住
- マーティン・バシール（ジャーナリスト）英国出身
- アントン・ウィッキー（大学教授、外国人タレント) 英領セイロン出身・日本在住
- にしゃんた（大学教授、外国人タレント）スリランカ出身、日本在住
- フロイド・カルドス（シェフ）インド出身、米国在住（～2020年）
- ハスナット・カーン（外科医。ダイアナ妃の元交際相手）パキスタン出身、英国在住
- ナリンダー・シン・カパニー（物理学者）英領インド出身
- マハリシ・マヘーシュ・ヨーギー（宗教家）英領インド出身、オランダで没（～2008年）
- ハー・ゴビンド・コラナ（分子生物学者）英領インド出身、米国で没（～2011年）1968年度ノーベル生理学・医学賞
- スブラマニアン・チャンドラセカール（天体物理学者）英領インド出身、米国で没（～1995年）ノーベル物理学賞受賞者（1983年）
- アマルティア・セン（経済学者）英領インド出身 ノーベル経済学賞受賞者（1998年）
- ヴェンカトラマン・ラマクリシュナン（構造生物学者）インド出身、英国在住　ノーベル化学賞受賞者（2009年）
- アビジット・V・バナジー（経済学者）インド出身　ノーベル経済学賞受賞者（2019年）
- アクシェイ・ヴェンカテシュ（数学者）インド生まれオーストラリア育ち
- マンジュル・バルガヴァ（数学者）カナダ生まれ米国育ち
- S・R・シュリニヴァーサ・ヴァラダン（数学者）英領インド出身
- サンジェイ・グプタ（医学者、医療ジャーナリスト）米国出身
- アトゥール・ガワンデ（医師、著作家）米国出身
- サル・カーン（教育者）アメリカ出身　父親はバングラデシュ人、母親はインド人（民族的にはともにベンガル人）
- ノシル・ゴワディア（航空技術者、スパイ）英領インド出身、米国在住
- ジョージ・スダルシャン（理論物理学者）英領インド出身、米国で死去（2018年）
- サルマン・ラシュディ（作家）英領インド出身、米国在住
- ラビ・バトラ（経済学者）英領インド（現パキスタン）生まれ、インド育ち、米国在住
- ジュンパ・ラヒリ（作家）英国生まれ、米国在住
- ダーン・ゴパル・ムカージー（作家）英領インド出身、米国で死去（1936年）
- アミタヴ・ゴーシュ（作家）インド出身、アメリカ在住
- ガヤトリ・C・スピヴァク（文芸評論家、理論家、比較文学者）英領インド出身
- ヴィラヤヌル・S・ラマチャンドラン（神経科医）インド出身
- ヴィジャイ・プラシャド（歴史学者）インド出身、米国在住
- シュリニヴァス・クルカルニ（天文学者）インド出身、米国在住
- ホミ・K・バーバ（批評家）インド出身
- ギータ・ゴピナート（エコノミスト）インド出身
- アビナッシュ・ディキシット（経済学者）英領インド出身、米国在住
- ラジ・チェティ（経済学者）インド生まれ、米国在住
- ジャグディーシュ・バグワティー（経済学者）英領インド出身
- シャンカー・バラスブラマニアン（生化学者）インド生まれ英国育ち
- サイモン・シン（サイエンスライター）英国出身
- ミザン・ラーマン（数学者）英領インド（現バングラデシュ）出身、カナダで死去（2015年）
- プラバル・グルン（ファッションデザイナー）シンガポール生まれ米国在住
- S・T・ヨシ（文芸評論家）インド生まれ米国在住
- ファリード・ザカリア（ジャーナリスト）インド生まれ米国在住
- シーナ・アイエンガー（教授）カナダ生まれ

### インド系と非インド系との混血NRI
- 兼高かおる（ジャーナリスト、父親がインド人、母親が日本人）日本出身・在住
- 真理アンヌ（俳優、タレント、父親がインド人、母親が日本人）日本出身・在住
- アイヴィ（グラビア・アイドル、父親がバングラデシュ人、母親が日本人）日本出身・在住
- ローラ（モデル、タレント、父親がバングラデシュ人、母親が日露クウォーター）日本出身・在住
- シェネル（歌手、父親が中国人、母親がインド人とオランダ人のハーフ）マレーシア出身・米国在住
- ダース・ローマシュ匡（プロ野球選手、父親がインド人、母親が日本人）日本出身・在住
- G. M. ナイル（実業家、タレント、A.M.ナイルの息子、母親は日本人）日本出身・在住
- ノラ・ジョーンズ（歌手,ピアニスト,女優、父親がインド人、母親がアメリカ人) 米国出身
- ニッキー・ミナージュ(ラッパー、シンガーソングライター、両親がインド系とアフリカ系）トリニダード・トバゴ出身で米国在住
- ゼイン・マリク（歌手、父親がパキスタン系、母親がイギリス人）英国出身
- ベン・キングズレー（俳優、父親がインド人、母親がイギリス人）英国出身
- ルーマー（歌手、父親がパキスタン人、母親がイギリス人　en:Rumer (musician)より) パキスタン出身・英国在住
- カイホスルー・シャプルジ・ソラブジ（作曲家、父親がインド人、母親がイギリス人）イギリス出身
- トニー・フェルナンデス（エアアジアCEO、父親がインド人、母親がポルトガル系マレーシア人）マレーシア出身
- マイケル・オンダーチェ（作家、スリランカなどの南アジア系とオランダ系の混血）イギリス領セイロン出身
- 谷まりあ（タレント・モデル、パキスタン人と日本人の混血）
- ロシャン・セス（俳優) インド出身、英国在住 母方の祖父母のどちらかがイギリス人の英国系クオーター
- ハリマ・ヤコブ（シンガポール大統領）シンガポール出身・在住　父親がインド人、母親がマレー人
- ヤスミン・ゴーリ（モデル）カナダ出身　父親がパキスタン人、母親がドイツ人
- カマラ・ハリス（政治家）米国出身・在住 父親がアフリカ系ジャマイカ人、母親がインド人
- サリタ・チョウドリー（女優）英国出身 父親がインド人、母親がイギリス人
- ナオミ・スコット（女優）父親がイギリス人、母親がインド系ウガンダ人
- グローバー（ミュージシャン）父親がインド人、母親が日本人
- アマンダ・ロザリオ（女優）英国出身 父親がイギリス人、母親がインド人
- ボリス・カーロフ（俳優）英国出身　少なくとも父系でインド系クオーター（母親もインド系ハーフ説あり）
- エミリア・クラーク（女優）英国出身 母方の曽祖父がインド人
- フォー・テット（＝キーラン・へブデン）（ミュージシャン）英国出身　母親はインド系南アフリカ人
- タリク・アンウォー（編集技師）英領インド生まれ　父親はインド人、母親はユダヤ系オーストリア人　ガブリエル・アンウォーの父
- ガブリエル・アンウォー（女優）英国出身　タリク・アンウォーの娘
- カトリーナ・カイフ（女優）イギリス領香港生まれ　父親はインド系イギリス人　母親はイギリス人
- マール・オベロン（女優）英領インド出身　父親はイギリス人　母親はセイロン出身のユーラシアン
- バット・フォー・ラッシーズ（＝ナターシャ・カーン）（ミュージシャン）イギリス出身　父親はパキスタン人　母親はイギリス人
- ローナ・ミトラ（女優）英国出身　父親を通してインドの血を引く
- リカルド・キシュナ（サッカー選手）オランダ出身　父親はインド系スリナム人　母親はオランダ人
- ダイアナ・キング（歌手）ジャマイカ出身　父親はアフリカ系ジャマイカ人、母親はインド系ジャマイカ人
- スーパーキャット（DJ）ジャマイカ出身　父親はインド系ジャマイカ人、母親はアフリカ系ジャマイカ人
- アヴァン・ジョーギア（俳優）カナダ出身　父親はインド系イギリス人　母親はヨーロッパ系（イギリス、ドイツ、ウェールズの血を引く）
- リサ・レイ（女優）カナダ出身　父親はインド人、母親はポーランド人
- エマニュエル・サンデュ（フィギュアスケーター）カナダ出身　父親はインド系、母親はイタリア系
- ハンナ・シモン（女優）英国生まれ　父親はインド系、母親はイギリス人（ドイツ、イタリア、ギリシャ系キプロス人の血を引く）
- スニータ・ウィリアムズ（宇宙飛行士、軍人）米国出身　父親はインド系、母親はスロベニア系
- アニター・デサイ（作家）英領インド出身　父親はインド人、母親はドイツ人　キラン・デサイの母
- キラン・デサイ（作家）インド出身、米国在住　アニタ―・デサイの娘　母方の祖母はドイツ人
- デイヤ（歌手）米国出身　父方の祖父がインド人
- ライザ・コシ（ユーチューバー）父親がインド人、母親はドイツ系
- ナヴィ・ラワット（女優）アメリカ出身　父親はインド人、母親はドイツ人
- ジャニナ・ガヴァンカー（女優）アメリカ出身　母方の祖父母の一人がオランダ人
- アニッシュ・カプーア（彫刻家）父親がインド人、母親はイラクのユダヤ人
- ローナ・ミトラ（女優）米国出身　父親はインド系、母親はアイルランド人
- インディラ・ヴァルマ（女優）英国出身　父親はインド人、母親はイタリア系スイス人
- チャーリー・XCX（歌手）英国出身　父親はスコットランド人、母親はインド系ウガンダ人
- ニール・テイラー (サッカー選手) 英国出身　父親はウェールズ人、母親はインド人
- ルーサー・シン（サッカー選手）南アフリカ出身　祖父の一人がインド人（民族としてはパンジャブ人）、その他は黒人系南アフリカ人の血筋
- シリア・ポール（歌手・女優）日本出身　父親はインド人、母親は日本人
- ニコル・デーヴィッド（スカッシュ選手）父親はインド系、母親は中国系
- 吉川プリアンカ（モデル・実業家）父親はインド人、母親は日本人
- アントニオ・コスタ（ポルトガル首相）父方の祖父がインドのゴア人、その他はポルトガル系、フランス系
- ライラ・ロス（女優）父親はモロッコ人、母親はインド人
- ラザ・ジェフリー（俳優）父親はインド人、母親はイングランド人

## 関連映画
- ミシシッピー・マサラ Mississippi Masala （米英合作、1991年）
- アメリカン・デーシー American Desi （米国、2001年）
- ザ・グル The Guru （米英仏合作、2002年）
- ベッカムに恋して Bend It Like Beckham （英国、2002年）
- グリーン・カード・フィーバー Green Card Fever （米国、2003年）
- ワン・ダラー・カリー One Dollar Curry （仏英印合作、2004年）

### 宗教
- パールシー（インド系ゾロアスター教徒）
- シク教徒
- ヒンドゥー教徒

### インド以外の移民やディアスポラ
- ディアスポラ
- ユダヤ人
- 華僑・華人：在外中国人または中国にルーツを持つ移民